# Des canyons aux étoiles...

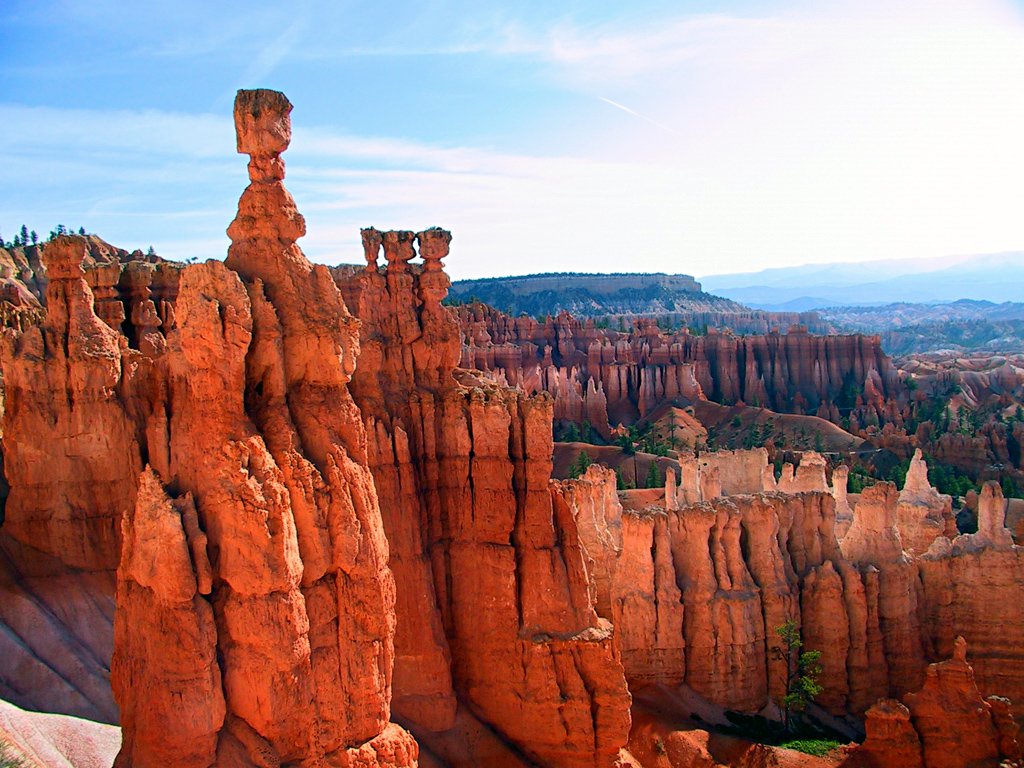
Bryce Canyon

Des canyons aux étoiles... est une œuvre d'Olivier Messiaen pour piano solo, cor, xylorimba, glockenspiel et orchestre, écrite à la suite d'un voyage dans l'Utah et orchestrée entre 1971 et 1974 sur commande d'Alice Tully. Elle comporte trois parties et douze mouvements.

## Création
Cette œuvre a été créée le 20 novembre 1974 au Lincoln Center à New York par le Musica Æterna Orchestra, avec Yvonne Loriod  au piano, Sharon Moe au cor, dirigés par Frederic Waldmann.

## L'ensemble orchestral
Solistes : cor, piano, glockenspiel, xylorimba
Orchestre : 4 flûtes, 3 hautbois, 3 clarinettes, 1 clarinette basse, 3 bassons, 2 cors, 3 trompettes, 3 trombones, 5 percussions (cloches, gongs, tam-tam, machine à vent, géophone), 6 violons, 3 altos, 3 violoncelles, 1 contrebasse.

## Titres des parties

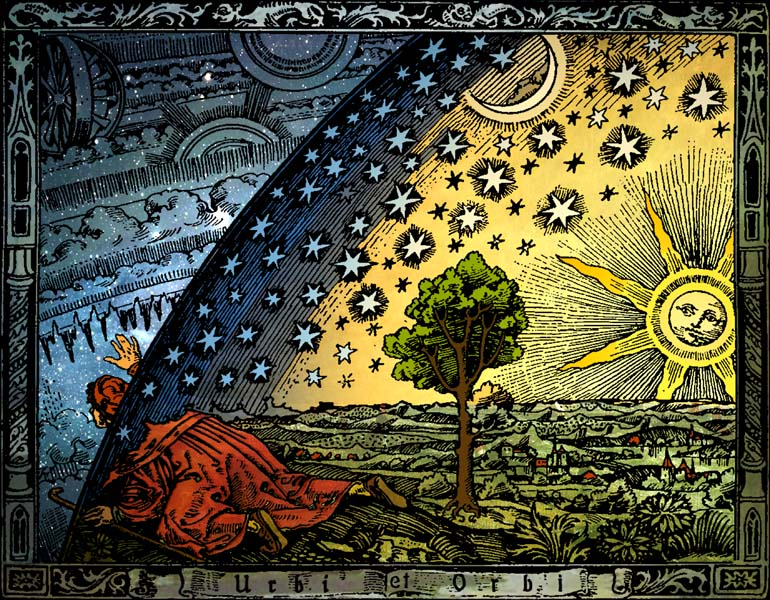
L'Univers, C. Flammarion, 1888

### 1repartie
1. Le désert
2. Les orioles
3. Ce qui est écrit sur les étoiles...
4. Le cossyphe d'Heuglin
5. Cedar breaks et le don de crainte

### 2epartie
1. Appel interstellaire
2. Bryce canyon et les rochers rouge-orange

### 3epartie
1. Les ressuscités et le chant de l'étoile Aldébaran
2. Le moqueur polyglotte
3. La grive des bois
4. Omao, Leiothrix, Elepaio, Shama
5. Zion Park et la cité céleste

## Discographie
- Marius Constant, Ensemble Ars Nova, Yvonne Loriod piano, Georges Barboteu cor, éd. Erato, 1975.
- Esa-Pekka Salonen, London Sinfonietta, Paul Crossley piano, Michael Thompson cor, éd. CBS Masterworks, 1988.
- Myung-Whun Chung, Orchestre Philharmonique de Radio France, Roger Muraro piano, Jean-Jacques Justafré cor, éd. Deutsche Grammophon, 2002.
- Reinbert de Leeuw, Schönberg Ensemble, Asko Ensemble, Marja Bon piano, Hans Dullaert cor, éd. Auvidis Montaigne, 2012.
- Jean-François Heisser, Orchestre de chambre Nouvelle-Aquitaine, Jean-Frédéric Neuburger piano, Takénori Némoto cor, ed. Mirare, 2022